# Chiến tranh Anh–Iraq
Chiến tranh Anh - Iraq (2 -31 tháng 5, 1941) là một chiến dịch quân sự tiến hành bởi Anh quốc chống chính phủ nổi dậy của Rashid Ali tại Vương quốc Iraq trong Thế chiến hai. Kết quả của chiến dịch là sự tái chiếm Iraq bởi Đế quốc Anh và sự trở lại quyền lực của Nhiếp chính vương từng bị trục xuất khỏi Iraq, Hoàng thân 'Abd al-Ilah